# Latréaumont (roman)
Pour les articles homonymes, voir Latréaumont.
Cet article possède un paronyme, voir Lautréamont.
Latréaumont est un roman historique d'Eugène Sue rédigé en 1837 en France et publié l'année suivante.

## Contexte
Ce roman s'inspire de la vie de Gilles du Hamel de Latréaumont (Paris 1627 - Rouen 1674), connu pour avoir été, avec Louis de Rohan, à l'origine d'un complot durant lequel ils voulurent livrer la ville de Quillebeuf aux Néerlandais et créer une république normande indépendante tout en renversant Louis XIV.

## L'édition
D'abord publié en extraits dans la Revue des deux Mondes, l'éditeur Charles Gosselin le propose à la vente en deux tomes en 1838. L'ouvrage est suivi de pièces justificatives, reproduisant des documents historiques, dont deux extraits de lettres manuscrites de Latréaumont.
En 1840, une adaptation théâtrale paraît cosignée avec Prosper Dinaux et est donnée à la Comédie-Française au mois de mai.
De nombreuses éditions s'ensuivent entre 1850 et 1882, dont une illustrée en 1862 et celle d'Albert Lacroix en 1876. Ce dernier est également l'éditeur d'Isidore Ducasse, qui prit Lautréamont comme nom de plume (uniquement toutefois pour Les Chants de Maldoror), s'inspirant apparemment de la vie de Latréaumont et du roman d'Eugène Sue pour composer ce premier livre, ou du moins forger ce pseudonyme.